# Instituto Tecnológico de Tóquio
O Instituto Tecnológico de Tóquio (東京工業大学, Tōkyō Kōgyō Daigaku) ou Instituto de Tecnologia de Toquio, muitas vezes chamado de Tokyo Tech, TiTech ou Tokodai (東工大, Tōkōdai), é uma das maiores instituições pública de ensino superior no Japão dedicado à ciência e tecnologia.
Em primeiro de Outubro de 2024, é previsto que a faculdade se junte a Tokyo Medical and Dental Univeristy e juntas se tornem uma instituição de ensino superior única chamada Instituto de Ciência de Tóquio.

## Alunos notáveis
- Toshio Dokou
- Shoji Hamada
- Shigeo Hirose - pioneiro em robótica
- Toshio Ikeda
- Satoru Iwata - CEO da Nintendo
- Naoto Kan - Político
- Kanjiro Kawai
- Akitoshi Kawazu
- Kenichi Ohmae
- Kinsuke Serizawa
- Hideki Shirakawa - Nobel (Química, 2000)
- Saburō Tanaka - fundador da Kinema Junpo, a revista de filmes mais antiga no Japão
- Mohammad Khatami - Antigo presidente do Irão
- Rokusuke Hori - Fundador da Atsugi Co.Ltd.
- Yogoro Kato - co-inventor do magneto de ferrite. Professor emeritus.
- Takeshi Takei - co-inventor do magneto de ferrite. Professor emeritus.
- Kikuo Harigaya - pesquisa em nanotecnologia

Yoji Akao foi um guru da qualidade, criador do “Hoshin Kanri” (metodologia de planejamento estratégico) e junto a Shigueru Mizuno desenvolveu o QFD (Desdobramento da Função Qualidade). Ele com certeza deve fazer parte do quadro de alunos notáveis do Instituto Tecnológico de Tóquio.